# Axel Banér (1594–1642)
Axel Banér, född i september 1594 på Djursholms slott, Uppland, död 12 augusti 1642 i Kungsör, Torpa socken, Södermanland var ett svenskt riksråd.

## Biografi
Axel Banér föddes 1594 på Djursholms slott. Han var son till Gustav Axelsson Banér och Kristina Sture.
Banér blev 1624 riksstallmästare, 1633 riksråd, 1634 riksmarskalk och blev snabbt gunstling till kung Gustav II Adolf. Banér spelade en ganska liten politisk roll, men som chef för kungliga stallet och sedan för hela hovet arbetade han för att hålla dess kostnader nere. Banér avled 1642 på Kungsör och begravdes i Uppsala domkyrka.
Banér ägde godsen Edshammar i Lena socken, Herrborum i Sankt Anna socken och Bråberg i Skönberga socken.

### Familj
Banér gifte sig första gången 25 april 1624 på Stockholms slott med Maria Eleonoras hovfröken Barbro von Saletta (död 1629). Hon var dotter till Christoffer von Saletta och Dorotea von Rosenhagen. De fick tillsammans barnen studenten Gustaf Banér (1625–1642) vid Uppsala universitet, Christina Dorotea Banér (1626–1696) som var gift med översten Erik Leijonhufvud och Margareta Anna Banér (död 1631).
Banér gifte sig andra gången 22 maj 1631 på Stockholms slott med Ebba Brahe (1601–1638). Hon var dotter till riksrådet Abraham Brahe och Elsa Gyllenstierna af Lundholm. De fick tillsammans barnen Maria Eleonora Banér (1632–1660) som var gift med presidenten Gustaf Posse af Hedensund, Abraham Nils Banér (född 1633), Elsa Ebba Banér (1634–1682) som var gift med generalguvernören Gustaf Kurck, Barbro Margareta Banér (1634–1691) som var gift med överståthållaren Jöran Gyllenstierna af Björksund och Helgö, Beata Baner (född 1636), Elsa Ebba Banér (född 1637) och Anna Catharina Banér (1637–1639).
Banér gifte sig tredje gången 13 juni 1641 i Stockholm med Karin Bielke (1612–1694). Hon var dotter till riksrådet Nils Turesson Bielke och Ingeborg Bengtsdotter Oxenstierna. De fick tillsammans dottern Ingeborg Banér (1641–1675) som var gift med fältmarskalken Bengt Horn af Åminne.